# 河合利幸
河合 利幸（かわい としゆき、1959年 - ）は、日本の工学者。専門は情報工学、計算機工学。大阪電気通信大学准教授。電子情報通信学会、情報処理学会、映像情報メディア学会、IEEE、ACM所属。

## 経歴
1988年3月大阪大学大学院工学研究科電子工学専攻博士課程単位取得退学。学位は工学博士。同年4月より大阪電気通信大学講師。1993年4月より助教授。
大阪大学在学中に大村皓一ら教官達と生徒によって試作された画像生成用並列コンピュータLINKS-1の開発プロジェクトに参加し、映画「ゴルゴ13」のCGシーン制作に協力して以来、CGに関する研究に従事している。システム構築およびネットワーク関連技術にも明るい。
また、高校生の頃よりオリエンテーリング競技に親しみ、現在は日本学生オリエンテーリング連盟の会長も務める。研究室において研究テーマの1つとしてオリエンテーリング用トレーニングソフトウェア「OSIM」の開発を行っている。